# لیکوود، شهرستان میسون، ایلینوی
لیکوود (به انگلیسی: Lakewood) یک منطقهٔ مسکونی در ایالات متحده آمریکا است که در شهرستان ماسون، ایلینوی واقع شده‌است. لیکوود ۱۴۲٫۰۴ متر بالاتر از سطح دریا واقع شده‌است.